# Ferula sinkiangensis
Ferula sinkiangensis är en flockblommig växtart som beskrevs av K.M.Shen. Ferula sinkiangensis ingår i släktet stinkflokesläktet, och familjen flockblommiga växter. Inga underarter finns listade i Catalogue of Life.